# Entosthodon duriaei
Entosthodon duriaei är en bladmossart som beskrevs av Montagne 1849. Entosthodon duriaei ingår i släktet koppmossor, och familjen Funariaceae. Inga underarter finns listade i Catalogue of Life.